# Дальнісне зображення
Да́льнісне зобра́ження (англ. Range imaging, можливий також переклад як далекомірне зображення за аналогією з радіолокаційними термінами "дальнісний портрет" або "далекомірний портрет") — група методів, які використовуються для створення двовимірного зображення, що показує відстань до точок на екрані від певної точки спостереження, як правило, пов'язане з конкретним різновидом сенсорного пристрою.
Вихідне дальнісне зображення містить як значення пікселів відстань до конкретних точок зображення. Якщо датчик, який використовується для отримання зображення, був правильно відкалібрований, значення пікселів можуть вказуватись безпосередньо в фізичних одиницях вимірювання, таких як метри.

## Різні типи дальнісних камер
Пристрій вимірювання, що використовується для отримання дальнісного зображення, іноді називається дальнісною камерою (датчик). Дальнісні камери можуть працювати на основі безлічі різних методів.

### Стерео-триангуляція
Стереоскопічна камера може використовуватись для визначення глибини точок сцени, наприклад, від центральної точки, що знаходиться на лінії між точками фокусу. Для вирішення задачі вимірювання глибини з використанням системи стереокамери необхідно, по-перше, знайти відповідні точки на двох різних зображеннях, що є одними і тими ж точками об'єктів. Вирішення проблеми відповідностей є однією із основних задач при використанні такого типу технік. Наприклад, важко вирішити проблему відповідності точок зображення, які знаходяться всередині області з однорідною інтенсивністю і кольором. Як наслідок, дальнісні зображення, що побудовані за допомогою стереотриангуляції, можуть оцінити глибину лише для підмножини усіх точок, видимих в декількох камерах.
Перевагою цього методу є те, що вимірювання відбуваються більш-менш пасивно; техніка не вимагає спеціальних умов в плані освітлення сцени.

### Структуроване світло
При освітленні сцени структурованим світлом із використанням спеціально розроблених фільтрів глибину можна визначити за допомогою одного зображення відбитого світла. Структуроване світло може бути у формі горизонтальний і вертикальних ліній, точок або шахматки.

### Час польоту
Розрахувати глибину і відстань також можна за допомогою техніки вимірювання "часу польоту" (ToF), що подібна до алгоритмів, які використовуються в радарах, завдяки якому формується дальнісне зображення схоже на зображення радіолокатора, за винятком того, що для його побудови використовується світловий імпульс замість радіочастотної хвилі. Камери Time-of-flight — це відносно нові пристрої, які фіксують цілу сцену в трьох вимірах, за допомогою спеціальної матриці зображення, і таким чином не потребують ніяких спеціальних рухомих частин, як в радарі чи, наприклад, лідарі. ToF-лазерний радар, із ПЗЗ-камерою з високою чутливістю і з швидким стробуванням, дозволяє оцінювати глибину із субміліметровою роздільною здатністю (точністю). За допомогою цієї техніки короткий лазерний імпульс освітлює сцену, а надчутлива ПЗЗ-камера відкриває свій швидкий затвор лише на кілька сотень пікосекунд. Тривимірна сцена обчислюється із послідовності двовимірних зображень, що реєструються при збільшенні затримки між імпульсом лазеру і відкриттям затвора.